# Gabrielle Spaeth

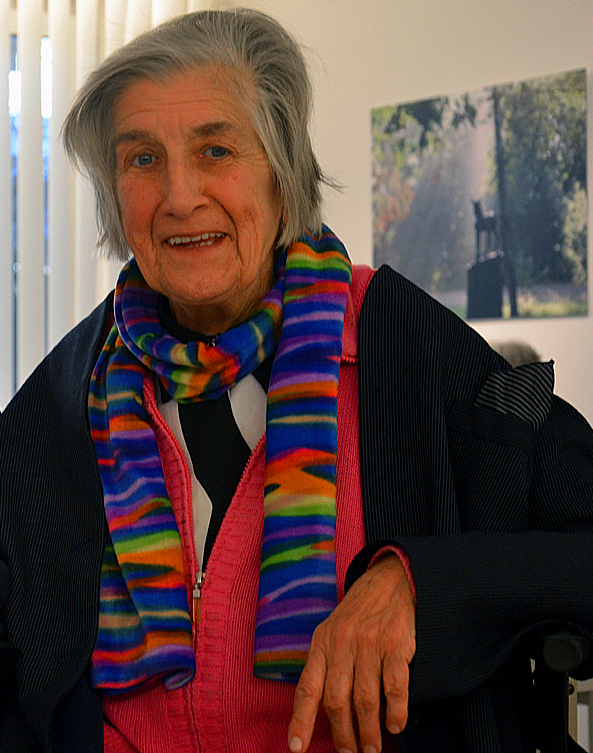
Gabrielle Spaeth

Gabrielle Spaeth (* 1939 in Hannover; † 2025 in Gehrden) war eine deutsche Buchhändlerin und Verlegerin rund um das Leben und Wirken des Universalgelehrten Gottfried Wilhelm Leibniz.

## Leben
Gabrielle Spaeth wurde 1939 in Hannover geboren. Im Alter von 14 Jahren las sie die Monadologie von Gottfried Wilhelm Leibniz  und fand durch dessen Schriften und in der Literatur ihr eigenes Lebensthema.
Nach ihrem Schulbesuch absolvierte Spaeth zunächst eine Ausbildung als Buchhändlerin, leitete Seminare für Kreatives Schreiben und lebte in Berlin, Karlsruhe, Soest, Hamburg, Hannover und Bad Münder. Zeitweilig arbeitete sie als Ausbildungsleiterin des Schroedel-Verlages. Nachdem dieser Schulbuchverlag 1981 in Konkurs ging und von der Holtzbrinck-Verlagsgruppe übernommen wurde, machte sich Spaeth als Unternehmerin selbständig und gründete am 22. Februar 1985 in Bad Münder ihren eigenen Verlag, die Leibniz Bücherwarte.

„Ich wollte Leibniz, der ja 40 Jahre in Hannover lebte, von einer anderen Seite zugänglich machen,“

erläuterte die Verlegerin, deren Bücher immer wieder das Leben und Wirken des Universalgenies zum Thema machten, gegenüber der Hannoverschen Allgemeinen Zeitung.
1990 habe ihr der norwegische Pädagoge und Schriftsteller Jostein Gaarder das Manuskript für seinen Roman Sophies Welt zur Veröffentlichung angeboten, den sie mit seinem Roman zur Geschichte der Philosophie an den größeren Carl Hanser Verlag verwies.

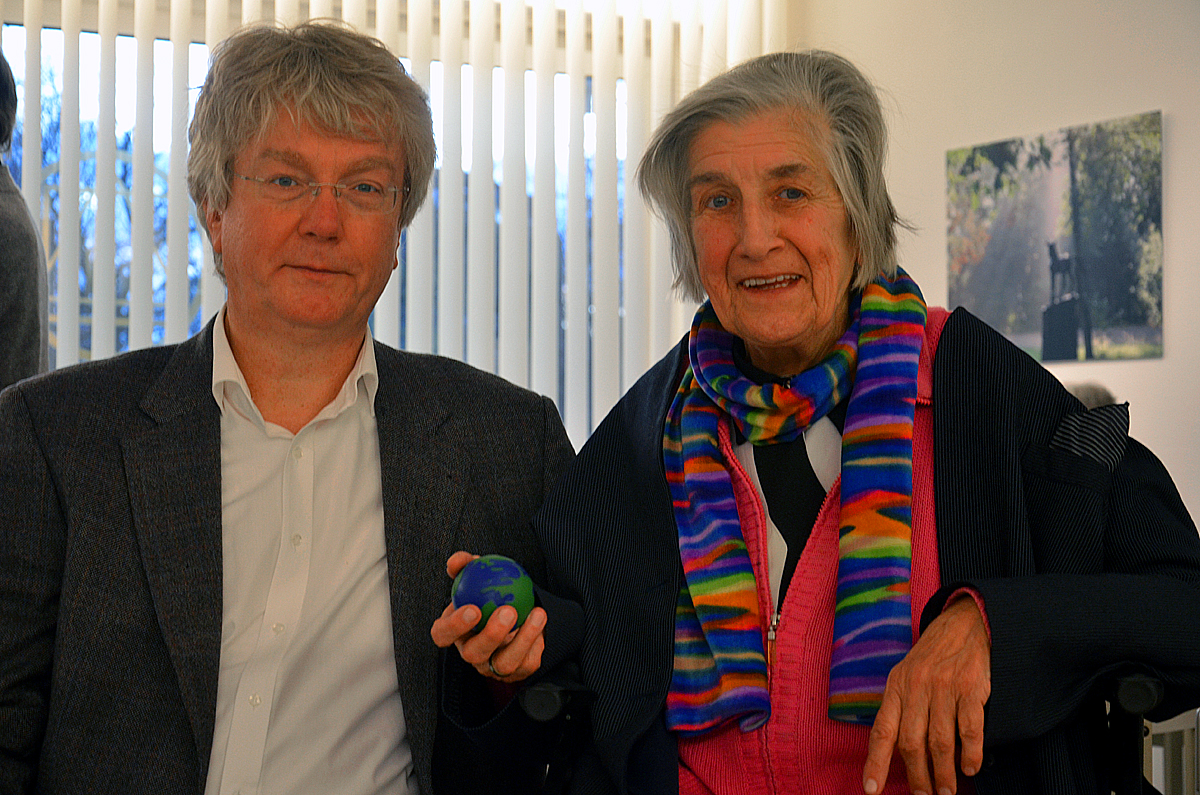
Gabrielle Spaeth mit Burkhard Messer von der Hochschule für Technik und Wirtschaft Berlin am 20. November 2016

Für das Jahr 2016 kündigte die Verlegerin mit dem Titel Leibniz und die Rosenkreuzer ihre „[...] allerletzte Publikation“ an, nach der die über 70-Jährige aus ihrer mehr als drei Jahrzehnte andauernden eigenen Verlagsgeschichte aussteigen will.
Mit ihrer Lebensleistung erwarb sich die Verlegerin schon zu Lebzeiten den Ruf als „[...] eine der großen Frauen von Bad Münder.“